# Марковцы (Ивано-Франковская область)
Ма́рковцы (укр. Марківці) — село в Тысменицкой городской общине Ивано-Франковского района Ивано-Франковской области Украины.
Население по переписи 2001 года составляло 1044 человека. Занимает площадь 16,55 км². Почтовый индекс — 77470. Телефонный код — 03436.